# هیروشی هاناوا
هیروشی هاناوا (انگلیسی: Hiroshi Hanawa؛ زادهٔ ۱۴ مهٔ ۱۹۵۰) بازیکن هندبال اهل ژاپن بود.